# Motorcycle Hall of Fame

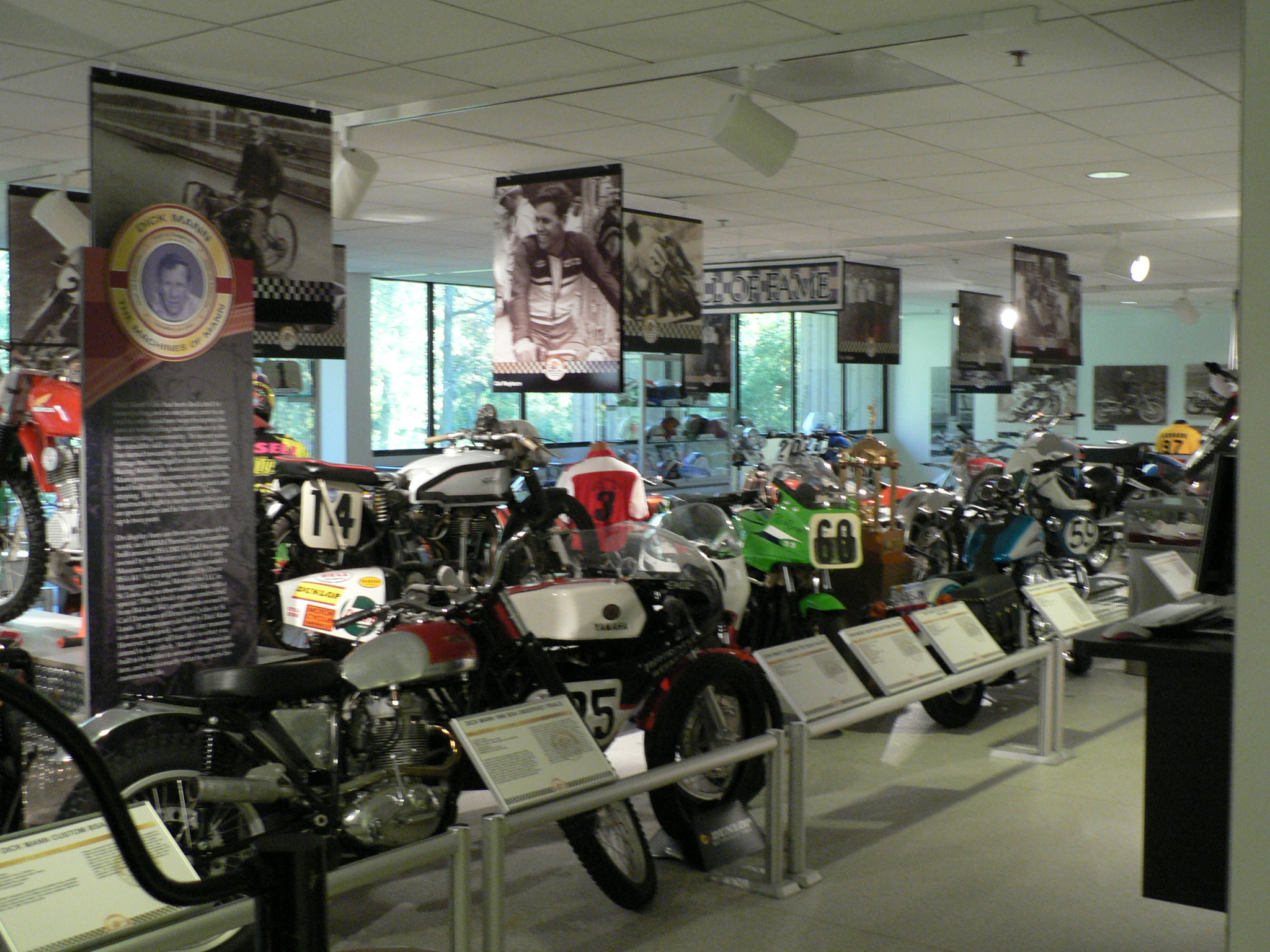
Ekspozycja w Motorcycle Hall of Fame

Motorcycle Hall of Fame – muzeum znajdujące się w pobliżu Columbus w Ohio w Stanach Zjednoczonych na przedmieściach Pickerington.
Motorcycle Hall of Fame jest poświęcone ludziom szczególnie zasłużonym w sportach motocyklowych wliczając osobistości biznesu, inżynierii, zawodników i pionierów szosowych i off-roadowych wyścigów motocyklowych.